# Astro Bot
Astro Bot je plošinovka z roku 2024, kterou vyvinula a vydala společnost Sony Interactive Entertainment pro PlayStation 5 u příležitosti 30. výročí PlayStation. Po hře Astro's Playroom (2020) se jedná o celkově pátý díl série Astro Bot a první hru, kterou tým Asobi vytvořil po svém oddělení od japonského studia.

## Příběh
Hráč se v roli titulního hrdiny Astra vydává na výpravu za záchranou ztracených Botů, získáním součástek pro mateřskou loď PlayStation 5 a porážkou mimozemského vesmírného tyrana Nebulaxe, který původně mateřskou loď zničil. Stejně jako její předchůdce hra hojně využívá funkce ovladače DualSense, včetně adaptivních spouští a haptické zpětné vazby.

## Ohlasy
Hra Astro Bot získala uznání kritiků a stala se nejlépe hodnocenou hrou roku 2024. Kritici chválili hratelnost, design úrovní a obsah, přičemž někteří hru přirovnávali k sériím společnosti Nintendo, zejména k sérii Super Mario. Astro Bot získal řadu ocenění, včetně titulu Hra roku na The Game Awards 2024, 21. ročníku British Academy Games Awards a 28. ročníku D.I.C.E. Awards. Od března 2025 se hry prodalo 2,3 milionu kusů, což z ní činí jednu z nejprodávanějších her pro PlayStation 5.